# Hopea bancana
Hopea bancana là loài thực vật họ Dầu. Đây là loài có đặc hữu của Indonesia.